# Gustavo Parra Arévalo
Gustavo Parra Arévalo (* 1963 in Ipiales/Nariño) ist ein kolumbianischer Komponist.

## Leben und Wirken
Parra studierte am Conservatorio de Quito bei Cesar Ramón und Mario Baeza und an der Universidad Nacional de Colombia bei Gustavo Yepes. Er war zehn Jahre musikalischer Direktor der Fundación Nacional Batuta und wurde 2001 Professor für Komposition und Instrumentation an der Universidad Nacional. Daneben ist er Präsident von Gapa Music Publishers.
Er wurde für seine Kompositionen mehrfach ausgezeichnet, u. a. erhielt er in den 1990er Jahren dreimal den Nationalpreis für Komposition des kolumbianischen Kultusministeriums.

## Werke
- Sotue für Chor, Solisten und Orchester, 1992
- Las Abejas, 1993
- Geilon, 1997
- Bámbaros, 1999
- Merry frolics of satan
- Visiting Oliver, Filmmusik

| Personendaten    | Personendaten             |
| ---------------- | ------------------------- |
| NAME             | Parra Arévalo, Gustavo    |
| KURZBESCHREIBUNG | kolumbianischer Komponist |
| GEBURTSDATUM     | 1963                      |
| GEBURTSORT       | Ipiales                   |